# Рой Бюканън
Лерой Бюканън (на английски: Leroy „Roy“ Buchanan) е американски блус певец и кънтри, блус, рок китарист, повлиял на много китаристи.
Роден е в Озарк, щата Арканзас на 14 август 1988 г., починал е във Феърфакс, щ. Вирджиния на 22 октомври 1936 г. или 23 септември 1939 г.
Не постига слава, но е смятан за много влиятелен китарист. „Guitar Player“ го хвали, че е измежду „50-те най-велики тона на всички времена“.

## Кратка биография
Когато Бюканън е на 2 години, семейството му се мести в Пиксли, Калифорния, където баща му намира работа във ферма. Когато е на 9 години, неговите родители му дават първата китара. Въпреки няколкото години обучение така и не се научава да чете музика и свири на слух. „Неговата“ китара е „Fender“ Telecaster, с който генерира „уа-уа“ ефект (дори без допълнителен педал) .
На 12-годишна възраст Бюканън получава първия си ангажимент в местна група – „Waw Keen Valley Boys“. На 16-годишна възраст се премества да живее с по-големите си братя и сестри в Лос Анджелис. Там свири с „Heartbeats“, заедно със Спенсър Драйдън, който по-късно е барабанист на „Jefferson Airplane и The New Riders of the Purple Sage“. Впечатляваща е появата във филма „Rock Pretty Baby“. Следващата му група е „Oklahoma Bandstand“ в Тълса, после свири 3 години с Дейл Хокинс, който има хит с „My Babe“ през 1958 г. След това участва съвместно с Рони Хокинс, „The Coasters“, Френки Авалон и Еди Кокран.
През 1961 г. Бюканън се жени за Джуди Оуенс и първоначално живее с нея близо до Вашингтон, окръг Колумбия. През следващите години Бюканън не е активен в музикалния бизнес. От 1969 г. той се появява отново в по-малки клубове в по-голямата конгломерация Филаделфия – Вашингтон. През 1970 г. той е споменат в различни вестници и накрая в списание „Rolling Stone“, не на последно място, защото се предполага, че е наследник на китариста от Rolling Stones Брайън Джоунс през 1969 г. През 1971 г. телевизионна програма, озаглавена „Представяме Рой Бюканън“, го прави известен на по-широката публика като „най-добрият неизвестен китарист в света“.
През 70-те години се появяват редица албуми, някои от които (като втория албум) са доста успешни, но той успява да убеди публиката само като китарист, а не като певец. Последвт многобройни турнета и концерти, докато „най-добрият неизвестен блус китарист“ Бюканън се оттегля от звукозаписния бизнес през втората половина на 70-те години. През 1981 г. се завръща, в албума „My Babe“ е барабанистът Дани Брубек, син на Дейв Брубек, който да чуе. През 1985 г. излиза нов албум „When a Guitar Plays the Blues“, 13-седмичното издаване на Billboard – Charts и номинация за „Грами“.
Често влиза в конфликт със закона и има проблеми с пиенето. На 14 август 1988 г. Рой Бюканън е арестуван за пиянство след сериозен спор със съпругата си. По-късно той е намерен мъртъв в килията си – обесен със собствената му тениска, самоубийство според официалния доклад, което обаче предизвика несъгласието на някои роднини и приятели.

## Дискография

### Студийни албуми
- Buch and the Snakestretchers – 1971 (домашно, собствено производство, продава се само на концерти)
- Roy Buchanan – август 1972
- Second Album – март 1973
- That's What I Am Here For – ноември 1973
- In the Beginning (UK название: Rescue Me) – декември 1974
- A Street Called Straight – април 1976
- Loading Zone – май 1977
- You're Not Alone – април 1978
- My Babe – ноември 1980
- When a Guitar Plays the Blues – юли 1985
- Dancing on the Edge – юни 1986
- Hot Wires – септември 1987

### На живо албуми
- Live Stock – (запис от 1974) – август 1975
- Live in Japan – (запис от 1977) – 1978
- Live – Charly Blues Legend, Vol. 9 – 1987
- Live in USA & Holland – (запис от 1977 – 85) – 1991
- Charly Blues Masterworks – Roy Buchanan Live – 1999
- American Axe – Live in 1974 – 2003
- Live – Amazing Grace – (запис от 1974 – 83) – 2009
- Live at Rockpalast – (запис от 1985) – 2011
- Live from Austin, TX – (запис от 1976) – 2012
- Shredding the Blues – Live at My Father's Place – (запис от 1978 и 1984) – 2014
- Telemaster – Live in '75 – 2017
- Live at Town Hall – (запис от 1974) – 2018

### Компилации
- The Best of Roy Buchanan – 1982
- The Early Years – 1989
- Sweet Dreams – The Anthology – 1992
- Guitar on Fire – The Atlantic Sessions – 1993
- Malaguena – 1996
- Before And After – The Last Recordings – 1999
- Deluxe Edition – Roy Buchanan, 2001, Alligator[7]
- 20th Century Masters–The Millennium Collection: The Best of Roy Buchanan – 2002
- The Prophet – The Unreleased First Polydor Album – 2004
- The Definitive Collection – 2006
- Rhino Hi-Five – Roy Buchanan – 2007
- After Hours – The Early Years – 1957 – 1962 (запис от 2016)